# Богдановский сельский совет (Семёновский район)
Богдановский сельский совет (укр. Богданівська сільська рада) — входит в состав
Семёновского района
Полтавской области
Украины.
Административный центр сельского совета находится в 
с. Богдановка.

## Населённые пункты совета
- с. Богдановка
- с. Байрак
- с. Курганное